# Dolina Siedmiu Młynów
Dolina Siedmiu Młynów (niem. Siebenbachmühlental) – dolina strugi Osówka w jej górnym biegu, jeden z najatrakcyjniejszych rejonów Parku Leśnego Arkońskiego w Szczecinie. Jej nazwa pochodzi od siedmiu nieczynnych obecnie młynów (zob. też młyn zbożowy), których pozostałością są stawy młyńskie. W lasach pokrywających obszar doliny, które zachowały wiele cech naturalnych, znajdują się stanowiska zagrożonych i rzadko spotykanych roślin. Dolina wchodzi w skład zespołu przyrodniczo-krajobrazowego „Dolina Siedmiu Młynów i źródła strumienia Osówka”. Przez dolinę przebiega Polsko-Niemiecki Szlak Turystyczny „Siedem Młynów – Gubałówka” i kilka innych szlaków turystycznych i ścieżek edukacyjno-przyrodniczych.

## Położenie doliny i stawów
Dolina, przez którą przepływa Osówka – w jej górnym biegu – jest częścią szczecińskiego Parku Leśnego Arkońskiego (należącego do kompleksu Puszcze Szczecińskie), leżącego w północnej i północno-zachodniej części miasta, na obszarze Wzgórz Warszewskich. Jej nazwa pochodzi od siedmiu nieczynnych obecnie młynów wodnych, których pozostałością są stawy młyńskie.
Dolina obejmuje fragment górnego biegu Osówki, położony między willową dzielnicą Głębokie i osiedlem Osów. W tej części swojego biegu struga zasila (przepływając częściowo kanałami podziemnymi) co najmniej 9 małych zbiorników wodnych, w tym sześć byłych stawów młyńskich: Zazulin, Ustronie, Zacisze, Uroczysko, Nagórnik i Łomot).
Staw Wyszyna – pozostałość po siódmym z młynów, od których pochodzi nazwa doliny – jest położony w stosunkowo dużej odległości od sześciu wymienionych powyżej. Jego odległość od stawu Łomot wynosi ok. 0,7 km w linii prostej – jest niewiele mniejsza od odległości między stawami Zazulin i Łomot (ok. 1 km  w linii prostej). Wyszyna leży w obszarze źródliskowym Osówki i jej dopływu, Bystrego Potoku, w pobliżu zespołu obiektów sportowych szczecińskiej „Gubałówki” (zob. Osiedle Gubałówka).

Orientacyjny szkic doliny górnego biegu Osówki (proporcje nie są zachowane); kolor żółty – ścieżki leśne, kolor niebieski strugi i zbiorniki wodne.
Publikowane informacje o położeniu stawu Zazulin i o biegu strugi w pobliżu stawu Ustronie są rozbieżne. Według Encyklopedii Szczecina : Zazulin w położeniu 1, Osówka – linia ciągła; według Mapy Google (błędnie): Zazulin w położeniu 2, Osówka – linia przerywana

## Historia

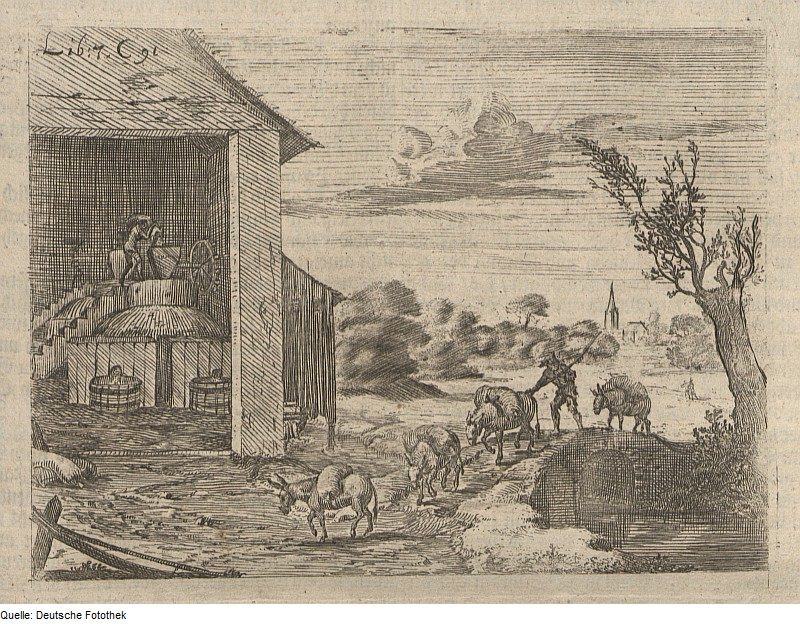
Młyn wodny na miedziorycie z roku 1695 (Wolf Helmhardt von Hohberg, 1612–1688)

W kronikach opisujących przeszłość Szczecina i jego okolic można znaleźć informacje sięgające czasów średniowiecznych, które wskazują na to, że już wówczas wykorzystywano bystry prąd Osówki do celów przemysłowych, np. młyn Ustronie powstał przed rokiem 1277, ponieważ w tymże roku został sprzedany miastu przez księcia Barnima I za pomoc finansową w wojnie z Marchią Brandenburską. W 1643 roku na własność miasta przeszły też wszystkie pozostałe z siedmiu młynów, wymienionych powyżej.
Od XIX wieku młyny wodne były wypierane przez młyny z napędem parowym, a następnie spalinowym i elektrycznym. Dolina Siedmiu Młynów została na przełomie XIX i XX wieku przekształcona w teren turystyczno-wypoczynkowy. W młynach Zazulin, Uroczysko i Zacisze utworzono restauracje, a w zabudowaniach młynów Wyszyna, Łomot i Nagórnik – domy kolonijne. Ekskluzywny lokal rozrywkowy powstał w roku 1925 w dawnym młynie Ustronie (m.in. cukiernia i kawiarnia, garaże, stajnie dla wierzchowców). Obiekt nie został zniszczony w czasie II wojny światowej i po jej zakończeniu (długotrwały brak nadzoru doprowadził pozostałe do dewastacji – podjęto decyzje o ich rozbiórce). Współcześnie jest wykorzystywany jako dom wypoczynkowy Szczecińskich Zakładów Zieleni Miejskiej.

## Walory przyrodnicze
Teren jest uważany za jeden z najbardziej atrakcyjnych rejonów Parku Leśnego Arkońskiego. Część terenów leśnych ma charakter naturalny lub niemal naturalny. Obszar – dolinę i obszar źródliskowy (użytek ekologiczny „Źródła strumienia Osówka”) – objęto ochroną jako zespół przyrodniczo-krajobrazowy dla zachowania i odtwarzania naturalnego stanu przyrody w górnej części doliny i ochrony walorów kulturowych z elementami naturalnymi w części dolnej.
Obszar jest porośnięty lasem mieszanym (częściowo borem i lasem wilgotnym), w którym występuje sosna zwyczajna, buk zwyczajny, dąb, brzoza brodawkowata, topola, olsza czarna oraz modrzew europejski i daglezja zielona, w runie m.in. przytulia wonna i bluszcz pospolity, a w podszycie m.in. kruszyna, czeremcha, bez czarny, trzmielina, olsza szara, grab. Z siedlisk korzysta kilkadziesiąt gatunków zwierząt objętych ochroną gatunkową, m.in. szczególnie licznie płazy oraz takie gady, jak zaskroniec zwyczajny i jaszczurka żyworodna. Spośród ptaków wymienia się jastrzębia zwyczajnego i dzięcioła czarnego.

## Szlaki turystyczne
W Dolinie Siedmiu Młynów, częściowo wzdłuż Osówki, został wytyczony Polsko-Niemiecki Szlak Turystyczny „Siedem Młynów – Gubałówka”. Jednym z celów jego utworzenia było m.in. zachowanie walorów przyrodniczych terenu. Szlak przygotowano dla mało wytrawnych turystów pieszych i rowerzystów.

Położenie Doliny Siedmiu Młynów (stawy młyńskie 1–7) na trasie szlaku turystycznego „Dolina Siedmiu Młynów – Gubałówka”: a – pętla tramwajowa (linie 1 i 9), b – kąpielisko „Głębokie”, c,d – Tarzania (park linowy) i Polana Sportowa, e – ujście Jasmundzkiej Strugi do Osówki, f – Polana Harcerska, g – zespół obiektów sportowych „Gubałówka”

Na trasie, o długości 4 km, znajdują się m.in.: Park Leśny Arkoński, Polana Sportowa, Polana Harcerska, Szczecińska Gubałówka (minigolf, lodowisko, tor saneczkowy, stok narciarski).
Trasa „Siedem Młynów – Gubałówka” krzyżuje się ze:
- ścieżką przyrodniczo-edukacyjną „Wspólny Las, Wspólna Europa”
- szlakiem przez Las Arkoński i Wzgórza Warszewskie
- szlakiem do Polany Harcerskiej
- szlakiem przyrodniczym im. Ireny i Karola
- Szlakiem Pokoju
- szlakiem „Ścieżkami Dzików”